# Hylaeus perforatus
Hylaeus perforatus là một loài Hymenoptera trong họ Colletidae. Loài này được Smith mô tả khoa học năm 1873.